# Rob Coleman
Rob Coleman (nascido em 27 de abril de 1964) é um diretor de animação canadense que trabalha com o premiado estúdio australiano de efeitos visuais e animação, Animal Logic. Passou a trabalhar no estúdio Animal Logic, em 2012, como chefe de animação. Coleman é duas vezes indicado ao Oscar por seu trabalho de animação em Star Wars: Episódio I – A Ameaça Fantasma e Star Wars: Episódio II – Ataque dos Clones e foi nomeado para dois Prémios BAFTA por seu trabalho em Homens de Preto e Star Wars: A Ameaça Fantasma.
Antes da Animal Logic, Coleman passou 14 anos na Industrial Light & Magic e a Lucasfilm Animation, trabalhando em estreita colaboração com George Lucas. Ele foi escolhido como uma das pessoas mais criativas da indústria do entretenimento, quando ele foi adicionado à Lista do Entertainment Weekly, em 2002, em 'Criação de Criatura em CGI' por seu trabalho no Yoda digital. Mais recentemente, Rob era o Chefe de Animação do LEGO® Filme. Rob está atualmente trabalhando em dois LEGO® Batman e Ninjago.
O irmão mais novo de Rob, Bill Coleman, é dono da Cameron's Brewing Company em Oakville, Ontário.

## Histórico no Oscar
Ambas as candidaturas foram, na categoria de Melhores Efeitos Visuais
- 72 Academy Awards- Indicado para Star Wars: Episódio I – A Ameaça Fantasma. Nomeação compartilhada com John Knoll, Dennis Muren e Scott Squires. Perdeu para Matrix.[1]
- 75º Academy Awards-I ndicado para Star Wars: Episódio II – Ataque dos Clones. Nomeação compartilhada com Pablo Helman, John Knoll e Ben Snow. Perdeu para O Senhor dos Anéis: As Duas Torres.[2]

## Filmografia selecionada
- The LEGO movie (2014)
- Star Wars: The Clone Wars (2008)
- Star Wars: Episódio III – a Vingança dos Sith (2005)
- Sinais (2002)
- Star Wars: Episódio II – Ataque dos Clones (2002)
- Star Wars: Episódio I – A Ameaça Fantasma (1999)
- Homens de Preto (1997)
- DragonHeart (1996)
- O Máscara (1994)
- Star Trek: Generations(1994)